# Rögnitz
El Rögnitz és un riu d'Alemanya que neix al barri de Neu Lüblow del municipi de Lüblow, a l'estat de Mecklemburg-Pomerània Occidental i Baixa Saxònia. És un afluent dret del Sude al qual desemboca prop de Sückau.
De Schlonsbergen a Gudow foma la frontera entre Mecklemburg-Pomerània Occidental i Baixa Saxònia des del 1990. Després de la Segona Guerra Mundial, les forces armades britàniques, que van ocupar l'antiga província prussiana de Hannover van cedir el territori fora exclavat entre el Rögnitz i l'Elba a l'ocupant soviètic, i de 1949 a 1989, aquesta zona va ser governada per la República Democràtica Alemanya (RDA). Poc després de la reunificació alemanya (1990) la població va optar per integrar l'estat de Baixa Saxònia (creat el 1946 per la fusió de la província de Hannover amb els antics estats d'Oldenburg, Brunsvic i Schaumburg-Lippe), i en un tram del seu curs, el Rögnitz va tornar a ser frontera d'estat,.
El nom prové de la paraula de l'eslau antic rogŭ o rakyta que significa bosc, significaria doncs el riu del bosc.

## Afluents
- Bohldammgraben
- Simmergraben, Langteilsgraben
  - Lübtheener Bach
- Laaver Kanal/Laaver Graben
- Elde-Rögnitz-Überleiter
- Torfgraben
- Moorgraben
- Durchfahrtsbeeke
- Ludwigsluster Kanal
- Krullengraben
- Beck
- Neuer Kanal
  - Torfmoorgraben
- Benzkower Kanal